# میتلنویفناخ
میتلنویفناخ (به آلمانی: Mittelneufnach) یک شهر در آلمان است که در آوگسبورگ واقع شده‌است.